# 虎林市
虎林市（こりん-し）は中華人民共和国黒竜江省鶏西市に位置する県級市。市名は市内が源流の七虎林河に因む。

## 歴史
1909年（宣統元年）に清朝により設置された呢嗎庁を前身とする。1910年に虎林庁、中華民国が成立すると1913年（民国2年）に虎林県と改称された。1960年に饒河県と統合され虎饒県とされたが、1964年に再び両県が分割されている。1996年に県級市に昇格し虎林市と改称され現在に至る。

### 戦史
- 虎頭要塞：関東軍が虎頭鎮に建設した要塞。対岸のソ連領イマン（現ダリネレチェンスク）を睨んでいたが、ソ連対日宣戦布告後に激戦地となった。
- 珍宝島（ダマンスキー島）：1969年の3月2日と3月15日に中国とソ連の間で軍事衝突が発生した（中ソ国境紛争）。

## 行政区画
7鎮、4郷を管轄：
- 鎮：虎林鎮、東方紅鎮、迎春鎮、虎頭鎮、楊崗鎮、東誠鎮、宝東鎮
- 郷：新楽郷、偉光郷、珍宝島郷、阿北郷

## 交通

### 鉄道
- 中国鉄路総公司
  - 中国鉄路ハルビン局集団公司
    - 密東線（密山方面）- 楊崗駅（中国語版） - 凱北駅（中国語版） - 衛星駅（中国語版） - 涼水泉駅（中国語版） - 宝東駅（中国語版） - 虎林駅（中国語版） - 迎南駅（中国語版） - 迎春駅（中国語版） - 曙光乗降場（中国語版） - 東方紅駅

### 道路
- 高速道路
  - 建鶏高速道路

### 出入国検査場
- 虎林口岸 - 出入国口

## 健康・医療・衛生
- 虎林市人民医院
- 虎林市中医医院